# Nixons „letzte“ Pressekonferenz

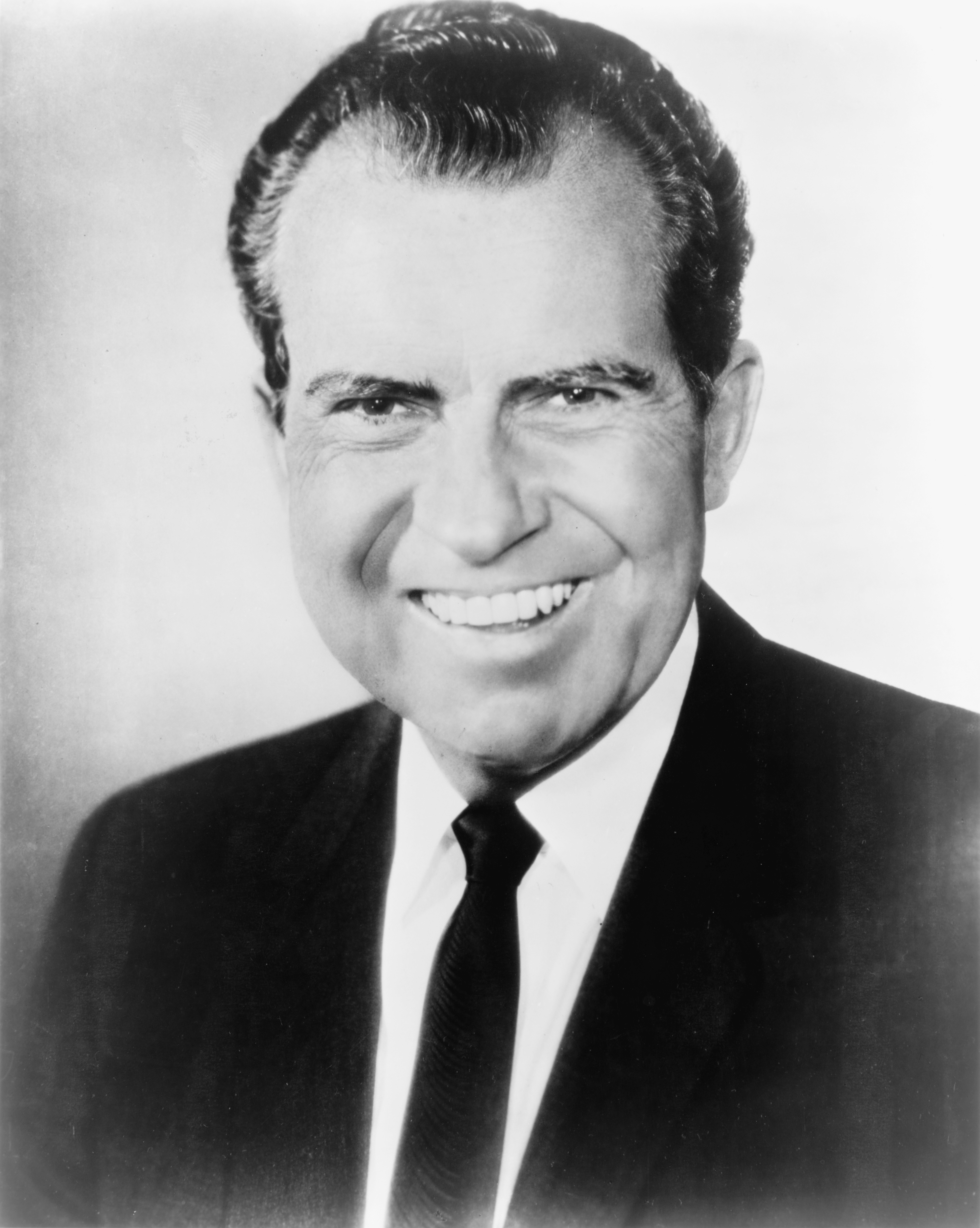
Richard Nixon

Nixons „letzte“ Pressekonferenz fand am 7. November 1962, dem Tag nach Richard Nixons Niederlage bei der Wahl zum Gouverneur von Kalifornien, im Beverly Hilton Hotel statt. In einem wütenden Monolog kritisierte Nixon die Berichterstattung der Medien, die ihm nie eine faire Chance gegeben hätten. Er beendete die Pressekonferenz mit dem berühmt gewordenen Satz

“You won’t have Nixon to kick around anymore, because, gentlemen, this is my last press conference.”

„In Zukunft werden Sie Nixon nicht mehr herumschubsen können, weil das, meine Herren, meine letzte Pressekonferenz ist.“

## Hintergrund
Bei der Gouverneurswahl in Kalifornien 1962 trat der ehemalige Vizepräsident Nixon als Kandidat der Republikaner an, galt jedoch von Anfang an als Außenseiter, da der demokratische Amtsinhaber Pat Brown überaus populär war. Nixon hingegen hatte sich politisch und persönlich noch nicht von seiner Niederlage gegen John F. Kennedy bei den Präsidentschaftswahlen 1960 erholt und führte einen schwachen Wahlkampf. Obwohl die Umfragen zunächst leichte Vorteile für Nixon ergeben hatten, konnte Brown, der seinen Wahlkampf relativ spät begann, diesen Vorsprung aufholen. Browns Sieg mit über 5 Prozentpunkten Vorsprung vor seinem republikanischen Gegner überraschte in seiner Deutlichkeit die mediale Öffentlichkeit im ganzen Land.

## Pressekonferenz
Am Abend des Wahltages (6. November) zeichnete sich Nixons Niederlage bereits ab, der Kandidat selbst weigerte sich bis nach Mitternacht auf Anraten seines Wahlkampfmanagers Harry Robbins Haldeman, mit den Medien zu sprechen, da im Bezirk Orange County, der traditionell republikanisch eingestellt war, noch viele Stimmen nicht ausgezählt waren. Als die Wahlniederlage endgültig klar wurde, gratulierte Nixon Gouverneur Brown per Telegramm. Nixons Team beschloss, der Kandidat solle durch einen Hinterausgang das Hotel verlassen. Um zehn Uhr am Vormittag des nächsten Tages sprach Nixons Pressesekretär Herb Klein gerade mit Reportern, als Nixon selbst plötzlich den Raum betrat und Klein fast gewaltsam zur Seite drängte. Anschließend begann er mit seiner etwa fünfzehnminütigen Rede. Er sagte, ihm sei bewusst, dass sämtliche Reporter über seine Niederlage erfreut seien, sie hätten in den letzten sechzehn Jahren, seit seiner Wahl in den Kongress und seit dem Fall Alger Hiss „sehr viel Spaß“ mit ihm gehabt und ihm nie eine faire Chance gegeben. Aber er hoffe, dass die Zeitungen nun ein einziges Mal auch das drucken würden, was er wirklich gesagt habe. Nach zusammenhanglosen Verweisen auf die Wirtschaftslage, die Kubakrise und den Wahlkampf Browns kehrte er zum Grundthema seiner Rede, der Medienkritik, zurück. Er hoffe, sagte Nixon, dass seine Rede zur Folge habe, dass in Zukunft jede Zeitung zumindest einen einzigen Reporter tatsächlich berichten ließe, was ein Kandidat im Wahlkampf äußere und ihm so die Möglichkeit gebe, seine Argumente vorzutragen. Dann beendete er seine Rede mit dem oben zitierten Schlusssatz. Obgleich die Veranstaltung als Pressekonferenz angekündigt wurde und als solche auch in der Literatur bezeichnet wird, weigerte sich Nixon im Anschluss an seine Rede, Fragen von Reportern zu beantworten.

## Nachwirkungen
In der breiten Öffentlichkeit wurde die Pressekonferenz als unwiderrufliches Ende von Nixons politischer Karriere betrachtet. Seine medienkritische Rede wurde als Zeichen dafür gewertet, dass er ein schlechter Verlierer sei, der seine Emotionen nicht hinreichend unter Kontrolle habe. John Ehrlichman, ein enger Vertrauter des späteren Präsidenten, gab an, dass dieser in der Wahlnacht unter Alkohol- und Medikamenteneinfluss gestanden habe; Haldeman vermutete Ähnliches. Präsident Kennedy äußerte in einer privaten Konversation, er zweifle an Nixons geistiger Gesundheit, da niemand, der psychisch völlig normal sei, jemals eine solche Rede halten könne. Nixon selbst bereute seine Worte auch in späteren Jahren nicht und sprach von einer Warnung, die dazu geführt habe, dass die Medien ihn in späteren Wahlkämpfen weitaus fairer behandelt hätten. Trotz der immens negativen Publicity schadete die „letzte“ Pressekonferenz Nixons politischer Karriere – entgegen allen Erwartungen – langfristig nicht.